# Villiers-les-Hauts
Villiers-les-Hauts è un comune francese di 149 abitanti situato nel dipartimento della Yonne nella regione della Borgogna-Franca Contea.

## Società

### Evoluzione demografica
Abitanti censiti